# Alfred Potocki
Alfred Potocki, též Alfred von Potocki, Alfred II. Józef Marian hrabě Potocki von Pilawa, Alfred von Potocki-Pilawa (29. července 1822 Łańcut – 18. května 1889 Paříž), byl rakouský a rakousko-uherský, respektive předlitavský šlechtic a politik polského původu z Haliče, v letech 1867–1870 ministr zemědělství Předlitavska, v letech 1870–1871 předseda vlády Předlitavska (vláda Alfreda von Potockého).

## Biografie
Pocházel z vlivné polské šlechtické rodiny. Působil v diplomatických službách a roku 1861 se stal doživotním členem Panské sněmovny. Od roku 1863 rovněž zasedal na Haličském zemském sněmu. Patřil mezi konzervativní šlechtu, prosazoval autonomii pro Halič. Haličský zemský sněm ho roku 1867 zvolil za poslance Říšské rady (celostátní zákonodárný sbor, tehdy ještě nevolen přímo, ale tvořen delegáty jednotlivých zemských sněmů). Ale mandát fakticky nepřevzal, slib nesložil a jeho rezignace byla oznámena dopisem 11. července 1867.
Po rakousko-uherském vyrovnání se objevil 30. prosince 1867 jako člen vlády Karla von Auersperga na nově zřízené pozici ministra zemědělství Předlitavska. Portfolio si udržel do 1. února 1870. Pro vedení rezortu zemědělství měl předpoklady coby správce rodinného velkostatku. V rámci kabinetu Karla von Auersperga ovšem patřil k menšině federalisticky (tedy ve prospěch větších pravomocí historických zemí) orientovaných šlechtických členů, zatímco převažující vliv ve vládě měli naopak neurození rakouskoněmečtí centralističtí liberálové (Ignaz von Plener nebo Eduard Herbst), kteří historická privilegia odmítali, stejně jako státoprávní aspirace neněmeckých národností.
Vládu Karla von Auersperga krátce vystřídala podobně orientovaná vláda Leopolda Hasnera, v níž Potocki nezasedal. Pak se ale 13. dubna 1870 sám stal předsedou vlády Předlitavska (vláda Alfreda von Potockého), přičemž k nástupu do této funkce ho vyzval císař František Josef I. (historik Otto Urban dokonce uvádí, že Potocki post ministerského předsedy nechtěl přijmout a souhlasil až po rozkazu od císaře). Na postu setrval do 4. února 1871.
Potockého vláda měla ambici změnit politickou orientaci předchozích kabinetů a odklonit se od liberálního německého proudu. Do doby jeho vlády spadají debaty o konkordátu a novém nastavení vztahů mezi rakouským státem a katolickou církví. V státoprávních otázkách se pokusil o vstřícné kroky vůči neněmeckým národním hnutím, ale pokus zapojit do vlády českou opozici nebyl úspěšný. Vstřícně na jeho signály reagovala česká konzervativní šlechta, ale občanské české politiky se nepodařilo přesvědčit k ukončení jejich odmítavého postoje k celému předlitavskému ústavnímu zřízení. Potocki přitom sledoval možnost vytvořit federalistickou většinu založenou na českých a polských autonomistech a alpských konzervativcích. Jako vstřícné gesto nechal rozpustit Český zemský sněm, který byl dosud ovládán centralistickou (německou centralistickou většinou) a nový sněm pak po zemských volbách roku 1870 získal většinu stoupenců státoprávního českého programu. Ani pak ale Češi nesouhlasili s vysláním svých zástupců na Říšskou radu do Vídně. Potocki tak postrádal v předlitavském parlamentu potřebnou většinu a jeho pozice postupně erodovala. Během prusko-francouzské války se snažil o neutralitu. Jeho konec ve vládě byl ovšem nakonec způsoben vnitropolitickými důvody, zejména převahou jeho odpůrců z řad německých liberálů na Říšské radě. Třikrát podával demisi ale až po několika měsících v únoru 1871 byl zproštěn úřadu. Kromě postu předsedy vlády byl rovněž po jistou dobu i provizorním ministrem zeměbrany coby správce tohoto rezortu (od 28. června 1870 do 4. února 1871).
Po odchodu z vlády se angažoval politicky v Haliči. V roce 1874 byl předsedou haličského zemského sněmu a pak v letech 1875–1883 místodržícím Haliče. Jako jeden z největších pozemkových vlastníků v Haliči byl aktivní i v hospodářském životě. V roce 1867 byl prezidentem Haličské hypoteční banky.
Oženil se 18. března 1851 ve Slavutě s princeznou Marií Klementinou Sanguszko (30. 3. 1830 Slavuta – 17. 10. 1903 Lvov). Sanguszkové byl bohatý polsko-litevský šlechtický rod. Sama Marie Klementina byla jedinou dcerou knížete Romana Sanguszka (1800–1881) a to z ní dělalo bohatou dědičku rodového majetku. Manželství Alfreda a Marie bylo požehnáno narozením 4 potomků, dvou dcer a dvou synů:
- 1. Roman (3. 12. 1851 Łańcut – 24. 9. 1915 tamtéž), poslanec Říšské rady 1882–1889, Haličského zemského sněmu 1882–1913, člen Panské sněmovny 1889–1915
  - I. ⚭ 1882 hraběnka Isabela Potocká (2. 10. 1864 Berežany – 21. 3. 1883 Vídeň)
  - II. ⚭ 1885 princezna Alžběta Matylda Radziwiłłovna (1. 11. 1861 Berlín – 13. 5. 1950 Lausanne)
- 2. Julie (12. 11. 1854 Slavuta – 22. 9. 1921 Montrésor, Indre-et-Loire)
  - ⚭ 1872 hrabě Vladislav Branitski (11. 5. 1848 Bila Cerkva – 12. 4. 1914 Nice)
- 3. Marie Klementina (1856 Łańcut – 7. 6. 1921 Paříž)
  - ⚭ 1878 hrabě Jan Leon Tyszkiewicz (1851 Biržai – 9. 6. 1901 Paříž)
- 4. Josef (8. 9. 1862 Lvov – 25. 8. 1922 Montrésor), roku 1887 přijal ruské občanství velkostatkář, poslanec Státní dumy Ruského impéria
  - ⚭ 1892 princezna Helena Augusta Radziwiłłovna (14. 2. 1874 Berlín – 12. 12. 1958 Madrid)